# Otraleus
Otraleus is een geslacht van Phasmatodea uit de familie Diapheromeridae. De wetenschappelijke naam van dit geslacht is voor het eerst geldig gepubliceerd in 1935 door Günther.

## Soorten
Het geslacht Otraleus is monotypisch en omvat slechts de volgende soort:
- Otraleus hypsimelathrus Günther, 1935